# A Change of Pace
A Change of Pace is een vijfkoppige poppunkband uit Peoria (Arizona). De band was zowel bij de Warped Tours in 2005 als in 2006.

## Bezetting
Huidige bezetting
- Torry Jasper[4] (leadzang, 2001–2008, 2012–2016, 2019; ritmegitaar, 2001-2006)
- Jonathan Kelley[5] (drums, 2001–2016; 2019)
- Johnny Abdullah[6] (basgitaar, zang, 2001–2016; 2019)
- Adam Rodgers (leadgitaar, 2001–2016; 2019)
- Dan Parker (ritmegitaar, zang, 2006–2016; 2019)

Voormalige leden
- Micah Bentley (leadzang, 2008–2011; 2016)

## Geschiedenis
A Change of Pace ontstond in 2001, toen zanger Torry Jasper en drummer Jonathan Kelley samen begonnen te spelen in het eerste jaar van de middelbare school (tijdens het bijwonen van de Centennial High School). In 2003, na een paar jaar jammen en het spelen van kleine lokale shows, kwamen bassist Johnny Abdullah en gitarist Adam Rodgers bij de band. Van daaruit werden ze ontdekt door manager Jorge Hernandez en binnen een paar maanden hadden ze een contract met Immortal Records en brachten ze hun ep Change Is The Only Constant uit. In 2005 bracht de band hun eerste volledige album An Offer You Can't Refuse uit en scoorden een plek op de Vans Warped Tour. Slechts een jaar na hun eerste album bracht A Change of Pace op 15 augustus hun tweede plaat Prepare The Masses uit. De band voegde ook het vijfde lid Dan Parker toe aan de band (voorheen Don't Let Go).
Op 1 juni 2008 kondigde de band aan dat ze afscheid hadden genomen van voormalig zanger Torry Jasper en kondigde ze de nieuwe zanger Micah Bentley aan. Ze kondigden ook de publicatie aan van hun ep Just No Better Way. Met nieuwe zanger Micah Bentley hebben ze een lichtere toon aan hun muziek gegeven, die drastisch contrasteert met hun vorige zanger Torry Jasper die in het oudere materiaal de zang schreeuwde. De band bracht hun derde en laatste album It Could Be Worse uit op 22 februari 2011.
Op 13 maart 2011 maakte drummer Jon Kelley via Facebook bekend dat A Change of Pace na 10 jaar ermee ophield. Hun laatste show A Change of Pace Farewell Show vond plaats op 22 april in The Clubhouse in Tempe (Arizona). Openingsbands waren Greeley Estates, Desole, It's Like Love en In It for Storms. In april 2011 speelde A Change Of Pace hun laatste show met zanger Micah Bentley, terwijl hij zich begon voor te bereiden op zijn solocarrière.
Op eerste kerstdag 2011 werd A Change Of Pace gevraagd om zich te herenigen met Torry Jasper en op 17 maart 2012 het festival 'South By So What' in Dallas (Texas) te spelen. Na verschillende discussies stemde de band ermee in om samen op te treden met andere acts als The Early November, Motion City Soundtrack, HelloGoodbye en Cartel. Na verschillende ontmoetingen besloot de band met Torry Jasper aan een volledig album te werken. Dit album is echter nooit uitgebracht.
In mei 2016 kondigde de band twee concerten aan ter gelegenheid van het 10-jarig jubileum van Prepare The Masses, de eerste show die plaatsvond op 30 juli 2016 in The Pressroom in Phoenix (Arizona) en de tweede show vond plaats in de Chain Reaction in Anaheim, Californië op 6 augustus 2016. Op 5 augustus kondigde de band aan dat de show in de Chain Reaction hun laatste zou zijn.
In februari 2019 plaatste de band een cryptische datum op 22 juni op hun sociale mediapagina's. De band onthulde later dat ze op 22 juni de eerste "Pop Punk Nite" zouden headlinen in The Van Buren in Phoenix.
In 2011 trouwde Micah Bentley met Ashley Bentley. Bentley woont momenteel met zijn vrouw in Peoria, Arizona, waar hij muziek blijft schrijven voor zijn nieuwe project. Dit nieuwe project heet Micah and His Friend. Jonathan Kelley is afgestudeerd aan de medische school aan de Midwestern University in Glendale (Arizona) en voltooit momenteel een residentie in spoedeisende geneeskunde in het Maricopa Medical Center. Torry Jasper heeft een nieuwe band genaamd Video Head System en leidt een bar in het lokale teppanyaki-restaurant. Dan Parker werkt momenteel als producent.

## Stijl
De muziek van A Change of Pace is afkomstig van een aantal verschillende bands, variërend van popbands zoals The Beatles tot metalbands als Black Sabbath en Led Zeppelin en tot de pianopop/rock van artiesten als Five for Fighting en Ben Folds. De band noemt echter als hun grote invloed de alternatieve rockband Third Eye Blind. Ze werden ook opgemerkt door AllMusic-recensent Jo-Ann Greene als de sprankeling van U2, de houding van Green Day, een stekende arena rock-achtige lead gitaarsolo en een scheut new wave synth, behendig overgebracht door Dave Holdredge. AllMusic gaf commentaar op hoe alle leden van de band de liefde voor poppunk en Third Eye Blind deelden, wat ertoe leidde dat de stijl van A Change of Pace werd omschreven als explosieve, popgerande alternatieve rock. Recensies hebben ze aangehaald als invloed van verschillende rockgenres, waaronder poppunk, alternatieve rock, posthardcore, screamo, melodieuze hardcore, poprock, hardrock, punkrock en indie rock.

## Discografie

### Studioalbums
- 2005: An Offer You Can't Refuse
- 2006: Prepare the Masses
- 2011: It Could Be Worse

### Ep's
- 2003: Change Is the Only Constant
- 2008: Just No Better Way
- 2009: In This Together
- 2013: The B-Sides

### Compilaties
- 2005: Masters of Horror
- 2006: A Santa Cause: It's a Punk Rock Christmas
- 2009: Rockin' Romance (Summer Girls - LFO Cover)

### Demo's
- 2000: Connect Set